# Олександрівська каплиця (Харків, Привокзальна площа)
Свято-Олександрівська каплиця — культова споруда кінця ХІХ сторіччя у Харкові, що не збереглася. Була розташована на Привокзальному майдані з боку сучасної вулиці Євгена Котляра.

## Історична довідка
Побудована в пам'ять спочившого в бозі імператора Олександра II в російсько-візантійському стилі на Привокзальній площі Харкова (1882—1885) за проєктом архітектора Загоскіна Сергія Іліодоровича. Освячена в честь благовірного князя Олександра Невського. Зруйнована у 20-ті роки ХХ століття. Цікава інформація щодо Олександрівської каплиці на Привокзальній площі та перейменування прилеглої вулиці в Олександрівську наводиться у книзі Ципіна Савелія Яковича (1940—1999).